# М'ясников Олександр Іванович
М'ясников Олександр Іванович (8 травня 1959) — радянський хокеїст на траві.
Бронзовий призер Олімпійських Ігор 1980 року, учасник 1988 року.